# Les feuillets d’art
«Les feuillets d’art» (с фр. — «Листки искусства») — французский журнал, выходивший в 1919—1922 годах. Первая серия из шести номеров появилась с мая 1919 года по июль 1920 года, затем с сентября 1921 года по октябрь 1922 года появилась вторая серия, также шесть номеров.
Журнал был учреждён предпринимателем из Бордо Эдмоном Мусье, редактировал его художник и дизайнер Мишель Дюфе. После того, как финансовые затруднения Мусье привели к приостановке издания, оно было возобновлено издателем Люсьеном Фогелем как боковой проект издававшегося им успешного журнала о моде Gazette du bon ton («Газета хорошего тона»), Фогель стал соредактором Дюфе, продолжавшего играть ключевую роль в издании.

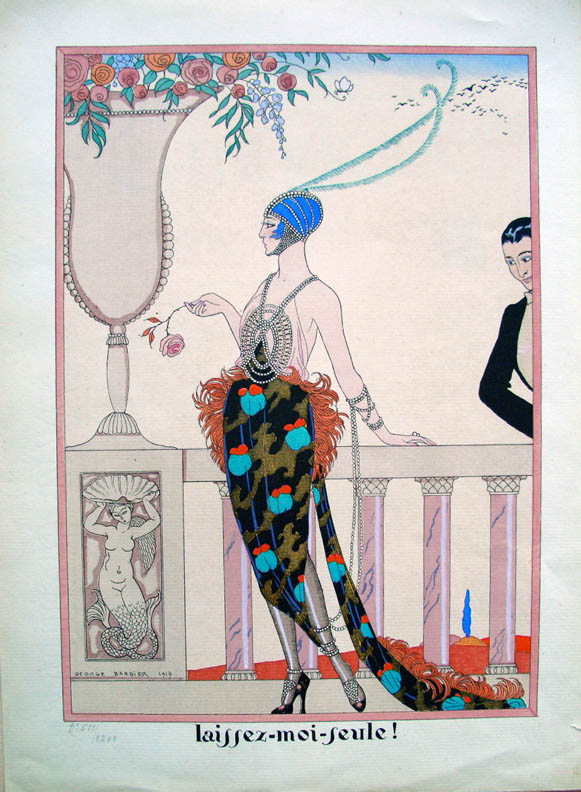
Жорж Барбье. Оставьте меня одну! Иллюстрация из второго номера журнала

Журнал был посвящён новейшему искусству как изысканному и престижному увлечению. Издание отличалось высококачественной полиграфией, его отличительной чертой были раскрашенные вручную иллюстрации в технике пошуара. Каждый номер состоял из примерно 90 несшитых листов, уложенных в папку, и делился на пять или шесть разделов, посвящённых литературе, театру, визуальному искусству, музыке и моде (шестой раздел появился с третьего номера и был рекламным). В одной из посвящённых появлению Les feuillets d’art публикаций они названы «самым красивым журналом на свете». Оформление второй серии было несколько скромнее сравнительно с первой, уменьшился и формат листов (с 33x25,5 см до 26x20,5 см).
С журналом сотрудничали выдающиеся деятели французского искусства. Среди авторов литературного отдела были Анатоль Франс, Марсель Пруст, Анри де Ренье, Анна де Ноай, Поль Клодель, Жан Жироду, Франсис Жамм, Поль Фор, Пьер Мак-Орлан, а также Рабиндранат Тагор; публиковались также новые переводы Андре Жида из Шекспира (отрывок из «Антония и Клеопатры») и Дени Роша из Тургенева. Среди иллюстраторов — художники Пьер Боннар, Рауль Дюфи, Кеес ван Донген, Одилон Редон, Жорж Барбье, Максим Детома, Огюстен Каррера, Робер Бонфис, Джон Сторрз, гравёры Жан Эмиль Лабурёр, Жорж Лепап, Шарль Мартен. В число обозревателей журнала входили искусствоведы Леонс Бенедит, Эли Фор, Андре Лот, музыковеды Эмиль Вюйермоз и Анри Прюньер, театральный критик Анри Дювернуа, литераторы Шарль Вильдрак, Камиль Моклер и Андре Сальмон. В журнале были напечатаны ноты произведений Эрика Сати, Альбера Русселя, Ги Ропарца, Флорана Шмита, Клода Дюбоска, Дезире Пака, Динана Виктора Фюме, а также Орландо Лассо и Алессандро Скарлатти; Морис Равель опубликовал на страницах журнала свою миниатюру «Фронтиспис», сопровождавшую стихи Риччото Канудо.